# Мерск Маккинни Мёллер, Арнольд
Арнольд Мерск Маккинни Мёллер (дат. Arnold Mærsk McKinney Møller; 13 июля 1913 — 16 апреля 2012) — датский предприниматель, сын основателя судостроительной компании A.P. Moller-Maersk Group Арнольда Петера Мёллера, с 1940 года участвовавший в управлении компанией, а в 1965 году после смерти отца возглавивший её и осуществлявший непосредственное руководство делами фирмы до своего 90-летия в 2003 году.
По разным подсчётам Мерск являлся самым состоятельным или вторым по величине состояния датчанином.
В рамках своей благотворительной деятельности Мерск, в частности, полностью профинансировал сооружение нового здания Оперного театра Копенгагена, открывшегося в 2004 году.
15 декабря 2000 года, королевой Дании Маргрете II, был удостоен высшей государственной награды Дании — Ордена Слона, который за весь XX век получили лишь несколько человек, не принадлежащих к числу глав государств и особ королевской крови. Кроме того, Мерск имел различные награды Великобритании, Норвегии, Исландии, Японии и Таиланда.